# Топорув (Великопольське воєводство)
Топорув (пол. Toporów) — село в Польщі, у гміні Ґізалки Плешевського повіту Великопольського воєводства.
Населення — 112 осіб (2011).
У 1975-1998 роках село належало до Каліського воєводства.

## Демографія
Демографічна структура станом на 31 березня 2011 року:
|          | Загалом | Допрацездатний вік | Працездатний вік | Постпрацездатний вік |
| -------- | ------- | ------------------ | ---------------- | -------------------- |
| Чоловіки | 58      | 19                 | 36               | 3                    |
| Жінки    | 54      | 10                 | 33               | 11                   |
| Разом    | 112     | 29                 | 69               | 14                   |